# Campaña presidencial de Keiko Fujimori de 2021
La campaña presidencial de Keiko Fujimori de 2021 se anunció el 30 de noviembre de 2020 por medio de su cuenta de Twitter para las elecciones presidenciales de Perú de 2021.

## Elecciones primarias
La presidenta de Fuerza Popular, Keiko Fujimori, tuiteó en noviembre de 2020 que había oficialmente presentado su precandidatura presidencial en los comicios del partido a miras de las elecciones presidenciales de 2021 acompañada del expresidente del Congreso Luis Galarreta Velarde para la primera vicepresidencia y la abogada exdirigente de Solidaridad Nacional, Patricia Juárez Gallegos para la segunda. Tras no haber otra plancha candidata, la fórmula presidencial presentada por Fujimori venció los comicios del partido fujimorista el 9 del siguiente mes con el sufragio de un total de 37 delegados, por lo que comenzó con su campaña.

## Primera vuelta
En febrero de 2021 Fujimori realizó su inicio de campaña a partir del lema A tu lado en la distancia. Para ello, recreó a la icónica foto de su padre, Alberto Fujimori, conduciendo un tractor. Seguidamente, se grabó a sí misma para afirmar su visita en varios puntos del país.
En aquel mes, uno de los líderes de la Fuerza Popular, Nano Guerra, señaló que si eligen a Fujimori, se cumpliría con la promesa de aplicar todo el proceso de la vacunación contra la COVID-19 con la ayuda del sector privado. Esto se relacionó con la frustración de Fujimori al entonces presidente de la República Francisco Sagasti, cuando hizo hincapié en redes sociales que debido a «traumas ideológicos» no se posibilitó negociar la entrega de las dosis.

## Segunda vuelta

### Debates

#### Encuentro político en Chota (1 de mayo)
Durante sus viajes alrededor del país, Keiko le pidió a su contrincante Castillo que participara en los dos debates organizados por el Jurado Nacional de Elecciones (JNE). Este le respondió que, previo a este encuentro, le gustaría tener uno en el centro poblado de Puña de la provincia de Chota del departamento de Cajamarca, donde nació. Ante esta réplica, ella aceptó y le planteó realizarse el siguiente domingo 2 de mayo de 2021 a las 8:00 p.m. y señaló que si él elegía el lugar, ella acordaría la hora y fecha para su emisión en vivo al nivel nacional. No obstante, el candidato de Perú Libre no aceptó las nuevas condiciones de la lideresa fujimorista y le pidió que sea el sábado a la 1:00 p.m. Tras enterarse, Keiko consideró que Castillo buscaba evitar el debate. No obstante, ella nuevamente aceptó y pidió al Jurado Nacional de Elecciones moderar el debate. Más tarde, el titular del JNE, Jorge Salas, descartó disponer el debate ya que «no organiza otro tipo de encuentros que los candidatos libremente podrían realizar», por lo cual, la cadena de radio RPP se ofreció para cumplir ese rol, planteamiento que Fujimori aceptaría con el único pedido «que sea abierto a toda la prensa». Aun así, finalmente se acordó que el evento fuera realizado por la Municipalidad Provincial de Chota, aunque hubo confusiones debido a que el representante de Perú Libre, Víctor Cabrera, afirmó que no se daría porque supuestamente no había las condiciones para realizar el encuentro político. Horas más tarde de que la candidata de Fuerza Popular aceptara, Castillo fue trasladado a una clínica tras sufrir descompensación respiratoria para ser internado con seis médicos por lo que tuvo que cancelar sus actividades proselitistas. Más tarde, los especialistas le diagnosticaron una infección en la garganta, por lo que se recuperó rápidamente.
Un día antes del encuentro político, el ministro del Interior José Elice sostuvo que había realizado coordinaciones con el alto mando de la Policía Nacional para un despliegue de 200 policías a fin de enforzar las reglas sanitarias por la pandemia de COVID-19. Ya el sábado, el vocero de Fuerza Popular Hernando Guerra García manifestó su preocupación debido a que no convocaron a ningún representante de su partido para coordinar como iba a ser el debate en absoluto, solo a los de Perú Libre, sosteniendo que «las cosas no se pueden definir de un solo lado, no es democracia». Antes de que llegara Fujimori, Guerra García declaró que Keiko buscaba llegar a Chota desde Jaén, pero no pudo por unos derrumbes acontecidos en Cutervo; sin embargo, ella estaría presente dispuesta a debatir. Asimismo, una delegación del Jurado Electoral Especial (JEE) de Chota llegó a la ciudad con la misión de garantizar la transparencia y legalidad del evento. Mientras tanto, Castillo ya había arribado a pocas horas del debate. A la hora acordada, Castillo llegó al estrado; entre tanto, Fujimori llegó media hora después. Su llegada dio inicio rápidamente al encuentro. Se realizó justo en la Plaza de Armas de Chota y fue moderado por los periodistas Carlos Idrogo y Henry Hans Flores. Durante el desarrollo del evento, los ronderos simpatizantes de Castillo presentes abuchearon a Keiko. Por otro lado, varias personas en redes sociales criticaron y se burlaron de la frase «he tenido que venir hasta aquí» que Keiko soltó durante el encuentro. Ante esta situación, Keiko se defendió diciendo que el viaje duró 11 horas por auto. Además resaltó que recién cuando estaba por subir al estrado, gracias a Guerra García, pudo conocer el esquema del debate.

### Campañas y respaldos

#### Campañas publicitarias contra el comunismo
Una de las estrategias que incrementó indirectamente la imagen de Fujimori fue en la denominada campaña anticomunista para la población de clase media y alta, así como la empresarial, en que se clamó como salvadora. Se realizaron varias inversiones a nivel nacional en medios escritos y escritos, apoyados por especialistas políticos, deportivos y de entretenimiento (asociados en parte a la derecha conservadora); en que la candidata de Fuerza Popular negó responsabilizarse de su creación. Se aprovechó un dominio web gestionado por una agencia colombiana para crear una página web denominada Por mi familia. En Lima y Arequipa se instalaron anuncios de Por mi familia y No al comunismo en paneles publicitarios dentro de la ciudad; hecho que Walter Ayala presentó una solicitud de retiro por la empresa Punto Visual. Algunos de estos anuncios fueron también publicados en Facebook; sin embargo, estas infringieron las normas por encajar su temática política, al no declarar el financiamiento de estas.
Con el tiempo las arengas contra su rival Pedro Castillo aumentaron a nivel nacional, esto incluyó a Arequipa por «su rechazo a las inversiones han calado y causado pánico en el empresariado arequipeño» según Correo. Caso que el Jurado Nacional de Elecciones realizó una investigación por supuesta difamación hacia el candidato rural. Estas siguieron en uso hasta el cierre de campaña con sucesivas marchas por la «paz y la democracia» por la capital en mayo de 2021, e incluso por la sede de la Organización de las Naciones Unidas en junio, que no fueron un éxito tras proclamarse ganador Pedro Castillo. En el suceso, que fue marcado por una crisis electoral «contra la izquierda internacional», Fujimori dijo el 7 de julio que «el partido no ha terminado».
Su impacto se extendió también a España, donde se difundieron anuncios publicitarios en las calles. En septiembre de 2021, Fujimori se reunió en Lima con líderes del partido político Vox, conocido por su Carta de Madrid, en que justificó «nuestra preocupación sobre el avance del comunismo y reafirmamos nuestro compromiso en defensa de la libertad y democracia». Al mes siguiente, la excandidata comentó en el seminario de Vox, Viva 21, que «cuenta con Fuerza Popular para defender la libertad, la democracia y la vida».

#### Uso del uniforme de la selección nacional de fútbol
El uniforme de la selección peruana de fútbol fue utilizado en la campaña presidencial de Fujimori, luego que varios deportistas de la selección se pronunciaran abiertamente en la campaña «Ponte la camiseta Perú». Inclusive, se denunció que la Federación Peruana de Fútbol presuntamente sancionó al futbolista Renato Tapia por negarse a participar en la campaña.
Por otro lado, congresistas como Ricardo Burga recurrieron a esta indumentaria en sus actividades políticas.

#### Respaldos
Las campañas recibieron muestras de apoyo a la candidatura de Keiko. Rafael López Aliaga, en diálogo con el programa de televisión Panorama, manifestó su respaldo a la candidata y comparó la propuesta de gobierno de Castillo con la dictadura de Pol Pot en Camboya y el régimen de Nicolás Maduro en Venezuela. Además, al día siguiente en una entrevista en Willax Televisión junto a la periodista Milagros Leiva, anunció que iría a las regiones más pobres del país para explicar por qué no deberían votar por el candidato presidencial de Perú Libre. Por su parte, el escritor Mario Vargas Llosa, anteriormente vencido por Alberto en las elecciones generales de Perú de 1990 y a pesar de haber sido crítico de la postulante años atrás, en una columna publicada en el diario mexicano La Crónica de Hoy titulada «Asomándose al abismo», expresó que «los peruanos deben votar por Keiko Fujimori, pues representa el mal menor» ya que con ella hay «más posibilidades de salvar» la democracia a diferencia que con su contrincante. Ante esto, el exministro de Defensa y expremier Pedro Cateriano manifestó que conocía el «ejercicio abusivo del poder de la señora Keiko Fujimori y su partido» al intentar según él anteriormente «meterlo preso», pero coincidió con Vargas Llosa que Castillo es «el peligro mayor para el Perú y su débil democracia» en comparación con la lideresa fujimorista. Del mismo modo, la abogada y excongresista Lourdes Flores respaldó a la candidata de Fuerza Popular. Igualmente, Hernando de Soto también declinó su voto a ella. Por su lado, César Acuña comunicó que «el mal menor es votar por Fuerza Popular» y pidió «públicamente a la señora Keiko Fujimori [un] compromiso serio y nunca más equivocarse» ya que «lo humilde es saber reconocer errores» y «tienen que reconocerlo y aprender a pedir perdón». Rafael Santos, luego de apuntar que no era ni «keikista» ni fujimorista, de la misma manera la apoyó solo porque «el Perú está en riesgo». Jorge del Castillo señaló que «yo, como el 99.9 % de militantes apristas vamos a votar [...] a favor de Keiko Fujimori».
Incluso, ciertas figuras de la farándula nacional se han pronunciaron sobre su campaña. La bailarina y coreógrafa Vania Masías instó mediante un video publicado en sus redes sociales a votar por Fujimori. Caso similar le ocurrió a la conductora de Amor y fuego Gigi Mitre anunciándolo durante su programa. El actor, modelo y cantante Christian Meier también se sumó a la causa, por medio de una carta enviada en sus redes sociales. De la misma manera, algunos integrantes del Comando Sur, barra brava del Club Alianza Lima, difundieron su respaldo a la excongresista a lo cual ella agradeció. Por otro lado, algunos venezolanos radicados en Lima mostraron apoyo en la campaña, según se ha conformado la organización Veneactiva.
Asimismo, su hermano Kenji Fujimori, después de anteriormente haberse enemistado con Keiko por desacuerdos sobre la conforma conseguir la liberación de su padre, le expresó su apoyo mediante un video publicado en su cuenta de Twitter. Después de ello, grabó un video junto a su madre Susana Higuchi donde ella también manifestó el apoyo a su hija e inclusive, él hizo activamente campaña para su hermana reuniéndose con trabajadores de construcción civil donde les explicó «las terribles consecuencias de una tiranía comunista en el Perú». No obstante, días más tarde reveló que se encontraba internado al estar contagiado de COVID-19 junto a su esposa. Keiko lo visitó e informó que su hermano también tenía «principios de neumonía», le deseo «fuerza» y declaró que ella también se sometería a una prueba de descarte del virus, por tal motivo, Kenji no pudo continuar con el proselitismo.

### Apoyos políticos

Alianza para el Progreso[96]
Partido Aprista Peruano[97]
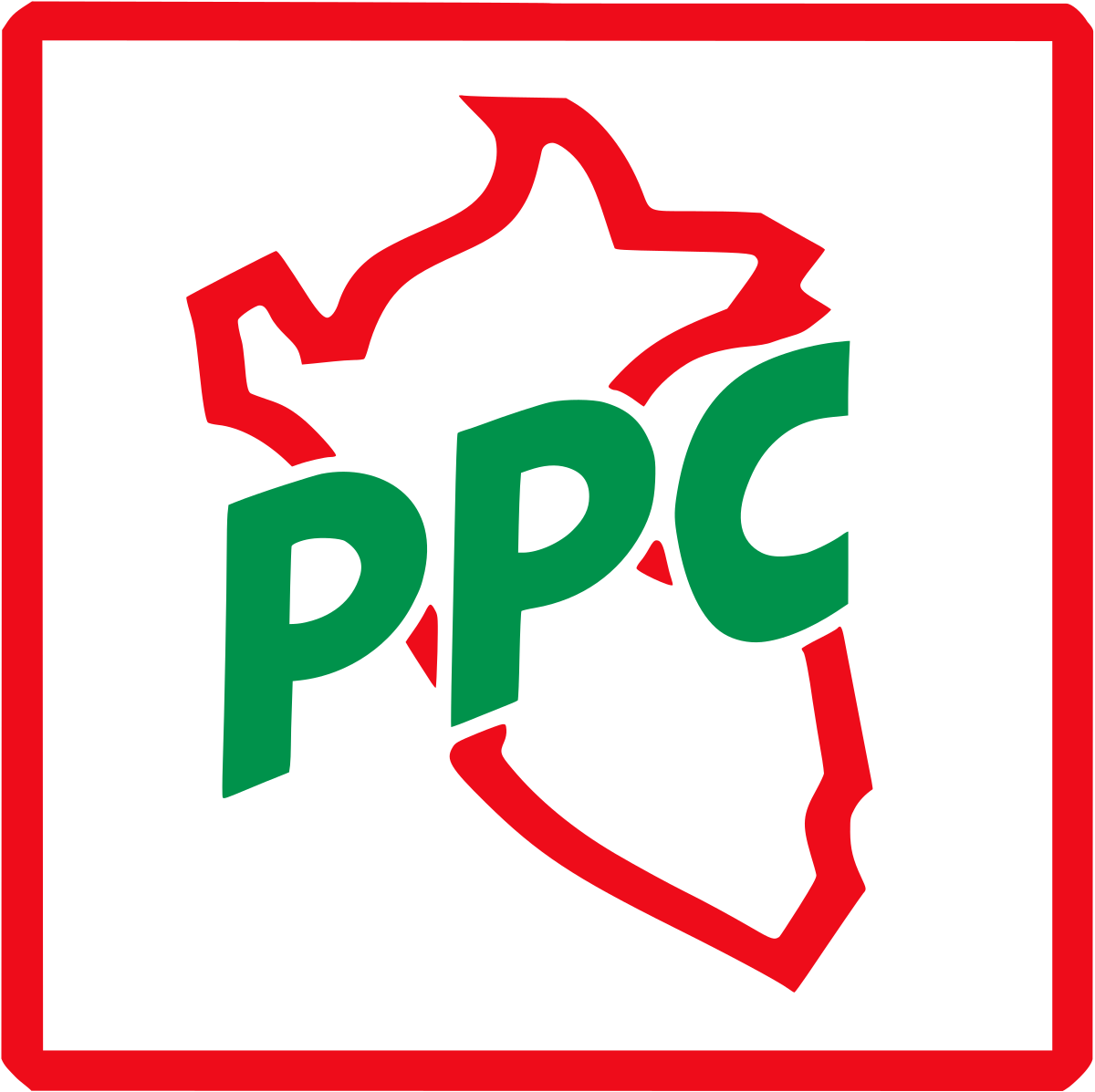
Partido Popular Cristiano
Perú Nación[99]
Perú Patria Segura[100]
Renovación Popular
Victoria Nacional[101]

## Redes sociales
A inicios de la campaña, Fujimori anunció a través de Facebook que había abierto su cuenta en la red social de TikTok, según declaró al canal de televisión Canal N, por «recomendación e insistencia» de sus hijas con el objetivo que conozcan a la persona detrás del político y para dar a conocer sus viajes, propuestas y anécdotas detrás de cámara. En esta red se recurrió al formato de grabación profesional, a diferencia de otros candidatos.